# .th
.th は、国別コードトップレベルドメイン (ccTLD)の一つ。タイ王国に割り当てられている。このドメインはTHNICによって管理されている。
なお、第三レベルドメインにのみ割り当てられている。

## 第三レベルドメイン
- .ac.th 大学
- .co.th 商業
- .in.th 個人、組織 (or organizations)
- .go.th 政府
- .mi.th 軍
- .or.th NPO
- .net.th プロバイダー